# Mediodactylus stevenandersoni
Mediodactylus stevenandersoni là một loài thằn lằn trong họ Gekkonidae. Loài này được Torki mô tả khoa học đầu tiên năm 2011.